# Абсолютно твёрдое тело
Абсолю́тно твёрдое те́ло — второй опорный объект механики наряду с материальной точкой. Механика абсолютно твёрдого тела полностью сводима к механике материальных точек (с наложенными связями), но имеет собственное содержание (полезные понятия и соотношения, которые могут быть сформулированы в рамках модели абсолютно твёрдого тела), представляющее большой теоретический и практический интерес. 

## Основные определения
Существует несколько определений абсолютно твёрдого тела:
1. Абсолютно твёрдое тело — модельное понятие классической механики, обозначающее совокупность точек, расстояния между текущими положениями которых не изменяются, каким бы воздействиям данное тело в процессе взаимодействия с другими твёрдыми объектами ни подвергалось[1] (поэтому абсолютно твёрдое тело не изменяет свою форму и сохраняет неизменным распределение масс).
2. Абсолютно твёрдое тело — механическая система, обладающая только поступательными и вращательными степенями свободы. «Твёрдость» означает, что тело не может быть деформировано, то есть телу нельзя передать никакой другой энергии, кроме кинетической энергии поступательного или вращательного движения.
3. Абсолютно твёрдое тело — тело (система), для точек которого выполнено {\displaystyle {\vec {r_{b}}},{\vec {r_{c}}}=const} и {\displaystyle {\vec {r_{b}}}[{\vec {r_{c}}},{\vec {r_{d}}}]=const}. Данное понятие представляет математическую модель твёрдого тела.

- Таким образом, текущая конфигурация абсолютно твёрдого тела полностью определяется, например, положением жёстко связанной с ним декартовой системы координат (часто её начало координат делают совпадающим с центром масс тела).

В трёхмерном пространстве свободное абсолютно твёрдое тело (т. е. твёрдое тело, на которое не наложены внешние связи) в общем случае имеет 6 степеней свободы: три поступательных и три вращательных. Исключение составляет двухатомная молекула или — на языке классической механики — твёрдый стержень нулевой толщины; такая система имеет только две вращательных степени свободы.
Строго говоря, абсолютно твёрдых тел в природе не существует, однако в очень многих случаях, когда деформация тела мала и ею можно пренебречь, реальное тело может (приближённо) рассматриваться как абсолютно твёрдое тело без ущерба для решения задачи.
В рамках релятивистской механики понятие абсолютно твёрдого тела внутренне противоречиво, что показывает, в частности, парадокс Эренфеста. Другими словами, модель абсолютно твёрдого тела не применима к случаю быстрых движений (сопоставимых по скорости со скоростью света), а также к случаю очень сильных гравитационных полей.

## Кинематика абсолютно твёрдого тела
Распределение скоростей точек движущегося абсолютно твёрдого тела описывается формулой Эйлера. При решении задач о распределении скоростей бывает весьма полезна также теорема Грасгофа о проекциях скоростей, обычно формулируемая так: «Проекции скоростей двух произвольных точек твёрдого тела на прямую, соединяющую эти точки, равны между собой».

## Динамика абсолютно твёрдого тела
Динамика абсолютно твёрдого тела полностью определяется его полной массой, положением центра масс и тензором инерции (в то время как динамика материальной точки полностью определяется заданием её массы); конечно, имеется в виду, что заданы все внешние силы и внешние связи (а они, в свою очередь, могут зависеть от формы тела или его частей, и т. д.). Детали распределения масс абсолютно твёрдого тела никак не сказываются на его движении; если как-то так перераспределить массы внутри абсолютно твёрдого тела, что не изменятся положение центра масс и тензор инерции тела, то не изменится и движение твёрдого тела при заданных внешних силах (хотя при этом, вообще говоря, изменятся внутренние напряжения в самом твёрдом теле).

## Частные определения
Абсолютно твёрдое тело на плоскости называется плоским ротатором. Он имеет 3 степени свободы: две поступательные и одну вращательную.
Абсолютно твёрдое тело, помещённое в поле тяжести и способное вращаться вокруг неподвижной горизонтальной оси, называется физическим маятником.
Абсолютно твёрдое тело с одной закреплённой точкой, но способное вращаться, называется волчком.

## Ссылка
- Энциклопедия. Абсолютно твёрдое тело
- ФизМатСайт